# Ivane Djavakhichvili
Ivane Djavakhichvili (en géorgien : ივანე ჯავახიშვილი ; né le 11 avril 1876 et mort le 18 novembre 1940) est un historien géorgien dont les travaux volumineux ont fortement influencé l'étude moderne de l'histoire et de la culture de Géorgie. Il est également l'un des pères fondateurs de l'université d'État de Tbilissi (1918), dont il est le recteur de 1919 à 1926.

## Biographie
Ivane Djavakhichvili est né à Tbilissi (alors ville de la Russie impériale) d'une famille aristocratique d'Alexandre Djavakhichvili, qui sert d'éducateur au gymnase de Tiflis. Étant diplômé de la Faculté des Études orientales de l'université de Saint-Pétersbourg en 1899, il devient un privat-docent du Siège de philologie arménienne et géorgienne à son alma mater. De 1901 à 1902, il est professeur de visite à l'université de Berlin. En 1902, il accompagne son mentor, l'académicien Nicolas Marr, au mont Sinaï où ils étudient ensemble des manuscrits géorgiens médiévaux. Après la publication des premiers volumes du monumental mais inachevé Histoire de la nation géorgienne entre 1908 et 1914, le jeune professeur s'établit rapidement comme une autorité prédominante de l'histoire géorgienne et caucasienne, la loi géorgienne, paléographie, diplomatie, musique, théâtre et d'autres sujets, produisant plusieurs études dans ces champs.
Au début de 1918, il devient instrumental à la fondation de la première université régulière de Géorgie à Tbilissi, réalisant un vieux rêve chéri par des générations d'intellectuels géorgiens mais constamment frustré par les autorités impériales russes. L'université de Tbilissi (aujourd'hui connue comme l'université d'État de Tbilissi I. Djavakhichvili, UET, portant le nom de l'historien), dans laquelle Djavakhichvili devient un professeur éminent et le chef du Département d'Histoire de la Géorgie, assume rapidement une position dominante dans la vie éducationnelle de la Géorgie. En 1919, Djavakhichvili succède au célèbre chimiste Petre Melikichvili en tant que second recteur de l’université : il sert jusqu'en juin 1926 quand, après le Soulèvement d'Auguste de 1924, la tolérance envers les intellectuels non marxistes commence à se contracter. Même s'il est alors permis de publier et enseigner, cette éclipse lui sauve probablement la vie, car son successeur à l'université fait partie des victimes des Grandes Purges staliniennes de 1936-1937. Il est forcé de démissionner de l'UET en 1938 mais est rapidement nommé directeur du département d'histoire au musée d'État de Géorgie, qu'il dirige jusqu'à sa mort à Tbilissi en 1940. Il est enterré dans le jardin de l'UET.

## Travaux et héritage
Djavakhichvili est l'auteur de plus de 170 travaux concernant divers aspects de l'histoire politique, culturelle, sociale et économique de la Géorgie. Depuis la publication de sa première édition en 1908, son principal ouvrage, Une histoire de la nation géorgienne (entièrement publié entre 1908 et 1949) reste de nos jours l'un des plus compréhensibles et éloquents traités sur l'histoire géorgienne pré-moderne. Toutefois, ce travail n'a pas été traduit en d'autre langue. Plusieurs articles et livres influents de Djavakhichvili (dont Une histoire de la nation géorgienne) ont été réimprimés dans une collection de douze volumes entre 1977 et 1998.